# The Hardy Boys
The Hardy Boys é como são chamados os irmãos adolescentes detetives amadores Frank e Joe Hardy, personagens fictícios americanos de histórias de mistério que apareceram em várias séries de livros para crianças e adolescentes. Foram criados por Edward Stratemeyer, fundador do Stratemeyer Syndicate, editora que contou com livros escritos sob encomenda por "autores fantasmas" durante vários anos. Os livros dos Hardy Boys foram escritos sob o "pseudônimo coletivo" de Franklin W. Dixon.
Os Hardy Boys surgiram em 1927. A partir de 1959, os livros foram grandemente revisados, principalmente para eliminar trechos e personagens racistas. Também passaram a ser escritos num estilo mais simples, buscando competir com a televisão. Alguns críticos perceberam que os Hardy Boys mudaram, tornando-se mais respeitadores da lei, "agentes das classes adultas abastadas" ao invés de ajudarem os pobres. Uma nova série dos Hardy Boys, "the Hardy Boys Casefiles", foi lançada nos anos de  1980, com muitos assassinatos, violência e espionagem internacional. A série original terminou em 2005. Outra série, Undercover Brothers, foi lançada no mesmo ano. Trazia versões atualizadas dos antigos personagens, com as aventuras narradas em primeira pessoa.
Mesmo com essas mudanças, os personagens continuaram populares em vários lugares. Os livros vendiam milhões de exemplares por ano. Várias tiragens adicionais são publicadas anualmente, com tradução para mais de 25 idiomas. No Brasil a série foi lançada em 1972, publicada pela Editora Abril na "Coleção Jovens Detetives". O primeiro volume, "O tesouro da torre", teve ilustrações de Nico Rosso.
Os Hardy Boys apareceram ainda em jogos de computador e cinco programas de televisão. Foram usados como propaganda de mochilas e jeans. Criticos tentaram explicar a longevidade dos personagens: alguns diziam que eles representavam os ideais americanos de masculinidade, ou mostravam o paradoxo de pais poderosos mas ineptos, ou ainda a possibilidade de triunfo do bem sobre o mal.

## Características
Os Hardy Boys vivem na cidade fictícia de Bayport e moram com seus pais, o detetive Fenton Hardy e a mãe Laura Hardy, além da Tia Gertrude. Frank, o irmão mais velho, está com 18 anos (16 em algumas versões mais antigas) e o seu irmão, Joe, com 17 (15 nas versões mais antigas). Os irmãos frequentam a Escola Secundária de Bayport, onde estudam na mesma classe  mas a escola é pouco mencionada. Nas histórias mais antigas, os casos dos Hardy Boys estavam ligados aos investigados pelo pai. Fenton as vezes lhes pede ajuda enquanto em outras ocasiões ele simplesmente tromba com os vilões e sofre incidentes nos casos interligados. Na série Undercover Brothers, iniciada em 2005, os Hardys são membros de uma organização conhecida por "American Teens Against Crime" (Adolescentes americanos contra o crime"). Os Hardy Boys algumas vezes são ajudados pelos seus amigos: Chet Morton, Phil Cohen, Biff Hooper, Jerry Gilroy e Tony Prito. com menos frequência, pelas namoradas platônicas Callie Shaw e Iola Morton (irmã de Chet).
Os Hardy Boys estão sempre envolvidos em aventuras e ação. Apesar de frequentemente em perigo os meninos "nunca perdem a calma ... "Eles "são" literalmente "hardy boys" (corajosos), sortudos e mais espertos que todos a sua volta." Convivem numa atmosfera de mistério e intriga: "Nunca antes tantas ocorrências criminosas aconteceram numa cidade pequena americana: Assassinatos, tráfico de drogas, roubo de cavalo de corrida, contrabando de diamantes, negligência médica, frequentes roubos de carros, além de (nos anos de 1940) desvio de material estratégico e espionagem, todos com Bayport como o principlal núcleo." Com tanto em comum, os meninos trazem poucas diferenças entre si: Frank tem o cabelo escuro enquanto Joe é loiro. Em geral, Frank é o pensador enquanto Joe é mais impulsivo e talvez um pouco mais atlético.". Eles se dão bem e nunca são vítimas da rivalidade entre irmãos.
Nunca falta dinheiro para Frank e Joe viajarem com frequência e para locais distantes tais como o México (em The Mark on the Door (1934)), Escócia em The Secret Agent on Flight 101 (1967), Egito em The Mummy Case (1980) e Quênia em The Mystery of the Black Rhino (2003). Os Hardys viajam por todo os Estados Unidos, de motocicleta, barco a motor e avião, além dos seus próprios carros.

## Criação dos personagens
Os personagens foram concebidos em 1926 por Edward Stratemeyer, fundador da Stratemeyer Syndicate. Stratemeyer inicialmente propôs a nova série para os editores Grosset & Dunlap e sugeriu que os meninos se chamassem the Keene Boys, the Scott Boys, the Hart Boys ou the Bixby Boys. Os editores da Grosset & Dunlap, por razões desconhecidas, escolheram o nome de "The Hardy Boys" e aprovaram o projeto. Stratemeyer contratou Leslie McFarlane como escritor-fantasma para o primeiro volume da série. Os títulos seguintes, trouxeram outros autores, todos usando o pseudônimo Franklin W. Dixon. Os primeiros três títulos foram publicados em 1927, com imediato êxito: em meados de 1929,  115.000 exemplares já haviam sido vendidos. Com o sucesso da série Stratemeyer criou o personagem Nancy Drew, uma contraparte feminina dos Hardys.

### Escritores-fantasmas
Todos os livros dos Hardy Boys tiveram escritores anônimos. Era costume da Stratemeyer Syndicate, elaborar contratos com clásusulas que restringiam ou mesmo vetavam os direitos dos autores para fins de obtenção de futuros royalties. Os contratos rezavam que os autores não podiam usar de forma independente os pseudônimos pelos quais escreviam para o Stratemeyer Syndicate. Nos primeiros anos, pagavam-se a eles $125, "equivalente a dois meses de salário de um repórter de jornal.". Com a Depressão, houve a redução para $100 e depois $75. Todos os royalties iam para o Sindicato; toda a correspondência era controlada pelos escritórios da empresa e as livrarias concordavam em esconder o nome dos escritores.
O processo de criação dos livros dos Hardy Boys começava com um resumo detalhado, com todos os elementos da trama contidos num manuscrito. A filha de Edward Stratemeyer, Edna Stratemeyer Squier e possivelmente o próprio Stratemeyer, escreveram os rascunhos dos primeiros volumes da série. A partir de 1934, a filha mais velha de Stratemeyer, Harriet Adams, iniciou a contribuição para os roteiros; ela e  Andrew Svenson escreveram a maior parte das tramas pelas décadas seguintes. Outros escritores incluem Vincent Buranelli, James Duncan Lawrence e Tom Mulvey.
A maior parte dos primeiros livros da série foi escrita por Leslie McFarlane. Para contrariedade dos outros escritores do Syndicate, McFarlane ganhava com frequência prêmios de  $25 ou $50, e durante a Depressão ele recebia $85 por cada livro escrito dos Hardy Boys, ao contrário dos demais que ganhavam $75. Iniciando no volume 17, The Secret Warning (1938), John Button assumiu a série; McFarlane reassumiu com o volume 22, The Flickering Torch Mystery (1943). A última contribuição de McFarlane foi o volume 24, The Short-Wave Mystery (1945); sua esposa, Amy, escreveu o volume 26, The Phantom Freighter (1947). Durante as muitas décadas seguintes, os volumes foram escritos por Adams, Svenson, Lawrence, Buranelli, William Dougherty e James Buechler (adolescente à época). Após 1959, a série começou a ser grandemente revisada e re-escrita. Vários autores trabalharam nisso, escrevendo novos manuscritos; alguns também escreveram rascunhos e editaram os livros. Dentre esses escritores que revisaram os livros estavam Adams, Svenson, Buechler, Lilo Wuenn, Anne Shultes, Alistair Hunter, Tom Mulvey, Patricia Doll e Priscilla Baker-Carr.
Em 1979, os Hardy Boys começaram a ser publicados em brochura e não mais capa dura. Lawrence e Buranelli continuaram a escrever as histórias; surgiram outros autores tais como Karl Harr III e Laurence Swinburne. Os direitos da série foram vendidos em 1984 para Simon e Schuster. A editora de Nova Iorque Mega-Books depois alugou escritores para escrever the Hardy Boys Mystery Stories e uma nova série, the Hardy Boys Casefiles.

### Disputas legais
Em 1980, insatisfeita com a falta de criatividade sob controle da Grosset & Dunlap e a falta de publicidade para o aniversário dos 50 anos dos Hardy Boys em 1977, Harriet Adams procurou editores para the Hardy Boys e Nancy Drew, além de outras séries, em nome da Simon e Schuster. Grosset & Dunlap processou o Syndicate e a Simon e Schuster por "quebra de contrato, infringência aos direitos autorais e competição desleal". Foi pedida a soma de $300 millões pelas perdas causadas.
A causa se concentrou na questão sobre quem tinha escrito a série de Nancy Drew. Adams alegou que, como autora da Nancy Drew Mystery Stories, ela retivera os direitos pelo seu trabalho. Apesar de Adams ter escrito muito dos títulos de Nancy Drew a partir de 1953, junto com outros editores, ela declarou ter sido a autora de todos os títulos iniciais. De fato, ela re-escreveu os títulos mais antigos mas não era a autora original. Quando Mildred Benson, o autor dos primeiros volumes de Nancy Drew, foi chamado para testemunhar, ele apresentou a Corte extensa documentação sobre sua autoria de manuscritos, contradizendo Adams. A Corte sentenciou que Grosset tinha o direito de publicar as séries originais, tanto de Nancy Drew como Hardy Boys como eles estavam em 1980, mas não seus próprios personagens ou os direitos de comercialização das marcas. Quaisquer novos editores escolhidos por Adams estavam no seu direito de publicarem novos títulos.

## Evolução dos personagens
The Hardy Boys sofreram várias mudanças durante os anos. A começar de 1959, com a revisão dos livros. Havia também diferenças entre os Hardy Boys da original Hardy Boys Mystery Stories e os do Hardy Boys Casefiles ou a nova série Undercover Brothers .

### 1927–1959
Nos primeiros volumes, a maior parte escrita por Leslie McFarlane, elogiava-se a atmosfera e estilo,qualidades que faltavam nas séries de livros juvenis. O texto de McFarlane era claro e enriquecido com detalhes específicos, o que tornava seu trabalho superior ao dos outros da editora. McFarlane disse: "Eu queira para os Hardy Boys algo melhor do que o tratamento do tipo Dave Fearless.Eu optei pela qualidade.". Os volumes não escritos por McFarlane ou sua esposa foram produzidos por John Button, autor durante o período de 1938 a 1942; intervalo de tempo referido algumas vezes como o "Pior Período", cheio de inconsistências, com os meninos envolvidos com maquinário futurista e locações exóticas.
Em geral, o universo dos primeiros volumes era "escuro e...dividido em áreas". Nos primeiros títulos, os meninos são céticos sobre a natureza humana, uma atitude aparentemente justificada quando a polícia, que eles auxiliam sempre, os levam presos com provas tênues, como em The Great Airport Mystery (1930). A polícia e as autoridades geralmente são mal vistas nesses livros a ponto de Edward Stratemeyer escrever para McFarlane repreendendo-o pela sua falta de respeito com os oficiais e a lei.". Os Hardys são menos prósperos em relação a outros personagens de Stratemeyer; aceitam ansiosos recompensas em dinheiro para financiar a faculdade, e, com seus pais, bajulam a Tia Gertrude devido ao fato dela ser proprietária de uma pequena fortuna. Os ricos são mostrados como gananciosos e egoistas. Essa visão de mundo demonstra a "falta de simpatia com a estrutura de poder americana." de McFarlane. Em sua autobiografia, McFarlane descreve as razões de escrever os livros com esses contornos: "Eu tinha meus próprios pensamentos sobre como ensinar os mais jovens a sagrada obediência as autoridades....Deveria a civilização desmoronar se os garotos tivessem a noção de que as pessoas que habitam o mundo, algumas vezes são estúpidas e, ocasionalmente, estão erradas ou são corruptas?"
As atitudes em relação aos personagens "não-brancos" nas histórias, é causa de controvérsia. Nos primeiros volumes é mostrado um modelo da diversidade étnica da época. Os amigos dos Hardy são Phil Cohen, um judeu e o imigrante italiano Tony Prito. Contudo, esses dois amigos raramente se envolvem nas tramas, o que não acontece com os mais próximos Biff Hooper e Chet Morton. Os livros foram muito criticados por lançarem mão de esterótipos racistas e cultuar uma xenofobia. Vilnoff, por exemplo, o vilão de The Sinister Signpost (1936), é descrito como moreno e estrangeiro, anota o crítico Steve Burgess.
Os afro-americanos também são alvos de muito racismo, descritos como ignorantes, preguiçosos e supersticiosos. Os nativos americanos recebem tratamentos divergentes: aqueles que vivem no continente americano são mostrados como membros de tribos nobres dizimadas pela chegada do homem branco - já os que vivem fora do continente são mostrados como mal-educados, facilmente manipulados ou semi-selvagens.". Os hispânicos, ao contrário, são tratados como iguais; os pais dos Hardy Boys falam espanhol e a história e a cultura do México são tratadas com respeito e admiração.

### 1959–1979
O volumes de The Hardy Boys foram revisados a partir de 1959, por insistência dos editores  Grosset & Dunlap e contra os desejos de Harriet Adams. O projeto de revisão, que também incluiu Nancy Drew Mystery Stories, deveu-se a cartas dos pais recebidas pela Grosset & Dunlap desde 1948, reclamando sobre o racismo dos histórias. Particularmente o volume 14 da série the Hardy Boys, The Hidden Harbor Mystery (1935), causou reações ao mostrar um criminoso negro organizando uma gangue de meninos também negros e que ameaçavam os brancos. Com o resultado da revisão, notou-se uma remoção de personagens não-brancos. Nos anos de 1970, contudo, a série começou a re-introduzir personagens negros.
As revisões também coincidiram com uma queda de vendas nos anos de 1960. Os livros passaram de 25 capítulos para 20. Palavras incomuns como "ostensible" e "presaged" foram eliminadas ou trocadas por gírias. Com isso, as histórias ficaram focadas mais na ação ininterrupta do que em criar uma atmosfera interessante, e o "suspense prolongado se evaporou". Os livros foram ainda mais direcionados ao público jovem.
Muitas tramas foram totamente re-escritas. The Flickering Torch Mystery (1943), por exemplo, foi alterada de um enredo que envolvia sinais de tochas usadas por uma gangue para um grupo de rock chamado "Tochas Bruxuleantes". Quando o enredo era mantido, elementos escabrosos eram eliminados: Vilnoff, o vilão de The Sinister Sign-Post, foi mudado de um criminoso que compulsivamente esculpia modelos em miniatura com suas próprias mãos, para um ladrão de carros sem manias. Outro vilão, Pedro Vincenzo, que marcava suas vítimas, deixou de fazer isso em The Mark on the Door (1934, rev. 1967).
Os livros passaram a mostrar mais respeitos às leis e autoridades. Os vilões deixaram de beber e fumar e as cenas de tiroteio foram reduzidas ou eliminadas. Os garotos não mais excediam os limites de velocidade ao perseguirem bandidos. Os Hardy se tornaram mais ricos, fazendo com que os garotos comuns deixassem de se identificar com os personagens. Os Hardy Boys se tornaram representantes da classe adulta, agindo ou se comportando dentro das regras seguidas por seus pais."

### 1979–2005
Em 1979 os The Hardy Boys começaram a ser publicados em brochuras. Estrelaram duas novas séries, the Hardy Boys Casefiles e the Clues Brothers. A primeira série tinha leitores jovens e foi publicada de 1997 até 2000. Em contraste, the Casefiles, que começou uma década antes (1987), era para antigos fãs da Hardy Boys Mystery Stories. Nas novas séries os Hardys trabalhavam para uma organização secreta governamental chamada "Network" (Rede), que combatia com agentes infiltrados o crime organizado, terroristas e rastreava assassinos por todo o mundo. Os Hardys aparecem mais separados e com personalidades distintas e algumas vezes, brigam; no primeiro título da série, Dead on Target, por exemplo, há um conflito quando Frank tenta conter Joe após a sua namorada, Iola Morton, ser morta por um carro-bomba. Em geral, a série é mais violenta e os irmãos agora carregam várias armas; "Frases como "Joe! Pegue minha Uzi!" não estão fora do que agora são os personagens.". Barbara Steiner, escritora-fantasma de Casefiles, descreve uma trama que lhe deram para escrever: "Me falaram que Joe Hardy deveria se envolver com uma garçonete, um personagem do tipo "viúva negra", e que Joe deveria ser preso por assassinato. A ênfase deveria ser em uma ação e suspense pesados com um clímax no final de cada capítulo."

### 2005–presente
A longa série Hardy Boys Mystery Stories terminou em 2005 e foi substituída por uma nova, chamada The Hardy Boys: Undercover Brothers. Nesses livros, as aventuras dos Hardys são narradas em primeira pessoa, com os irmãos se alternando em cada capítulo. A tia Gertrude agora é "Trudy", a mãe Laura ganhou uma carreira como bibliotecária e o pai é semi-aposentado. Os meninos recebem casos do grupo secreto ATAC, acrônimo em inglês para "American Teens Against Crime". Nessa nova série, os Hardy Boys são garotos mais equilibrados em aventuras sobre a natureza. No segundo livro da série, por exemplo, "Running on Fumes" lidam com ambientalistas que vão longe demais para salvarem algumas árvores.". Os Hardys protagonizam uma série de revistas graphic novel, iniciada em 2005 e produzida pela  Papercutz.

## Livros
A duradoura série de livros com os Hardy Boys, denomina-se "the Hardy Boys Mystery Stories", algumas vezes chamada de "the Hardy Boys Mysteries". A série foi publicada de 1927 até 2005 e possui 190 volumes, embora alguns considerem apenas os 58 primeiros volumes como a série "oficial". Os Hardy Boys também apareceram em 127 volumes da série Casefiles e são atualmente os heróis da série Undercover Brothers series.

### Publicações internacionais
Os livros dos Hardy Boys são bastante republicados no Reino Unido, com novas ilustrações e arte das capas. Foram traduzidos para mais de 25 idiomas.

## Televisão
Os Hardy Boys apareceram em cinco programas de televisão. Nos anos de 1950, a Disney contratou o Stratemeyer Syndicate e Grosset & Dunlap para produzirem dois seriados de TV, com Tim Considine e Tommy Kirk. O primeiro dos seriados, The Mystery of the Applegate Treasure, foi ao ar no The Mickey Mouse Club em 1956 durante os programas da segunda temporada. Os Hardy eram ainda mais jovens do que no livro, com 11 ou 12 anos de idade. O roteiro, escrito por Jackson Gillis, foi baseado no primeiro livro da série, The Tower Treasure e o seriado foi exibido em 19 episódios de 15 minutos cada, ao custo de $5.700. Um segundo seriado, The Mystery of Ghost Farm, apareceu em 1957, com uma história original de  Jackson Gillis.
Em meados de 1960, a vendas dos livros dos Hardy Boys começaram a decair. Como parte da estratégia de salvamento do título o Syndicate aprovou um piloto de TV de uma hora de duração para um novo programa dos Hardy Boys. Esse piloto, baseado em The Mystery of the Chinese Junk, foi ao ar no canal CBS (Columbia Broadcasting System) em 1967 com Tim Matthieson (depois Matheson) como Joe Hardy e Rick Gates como Frank. Ambos os atores tinham 20 anos de idade e os Hardy Boys apareceram como jovens adultos. O show não foi bem feito e os planos da série foram abandonados.
Dois anos depois, em 1969, a American Broadcasting Company exibiu nos desenhos de sábado a tarde uma série baseada nos Hardy Boys; a série foi produzida pela Filmation e durou de  1969 até 1971, com 34 episódios. Nessa série os Hardys são membros de uma banda de rock and roll. Um grupo de músicos profissionais interpretam as canções da série e fizeram uma excursão pelos Estados Unidos. A série produziu dois discos no estilo bubblegum music" de moderada qualidade sem sucesso comercial.". A série se notabilizou por ser o primeiro desenho animado a incluir um personagem afro-americano.
A ABC exibiu outra série com os Hardy Boys, The Hardy Boys/Nancy Drew Mysteries, de 1977 a 1979. A primeira temporada foi estrelada por Parker Stevenson e Shaun Cassidy como Frank e Joe Hardy; Pamela Sue Martin e depois Janet Louise Johnson interpretaram Nancy Drew. Na primeira temporada, a série alternava episódios semanais com os Hardy Boys numa semana e Nancy Drew na outra. Os Hardy Boys apareciam como adultos jovens (Stevenson e Cassidy tinham 24 e 18 anos de idade, respectivamente, nas filmagens do primeiro episódio). A série tinha tramas originais mas também as do livro, como The Disappearing Floor e The Flickering Torch Mystery. Houve uma indicação ao Emmy e vários astros apareceram como convidados, incluindo Kim Cattrall, Ray Milland, Howard Duff e Ricky Nelson. Durante a segunda temporada, a série mudou de formato, com os Hardy Boys e Nancy Drew aparecendo juntos em vários episódios; no meio da temporada, Martin saiu e foi substituido por Johnson. A série voltou para a terceira temporada, retirando de vez o personagem de Nancy Drew e alterando-se o título para The Hardy Boys Mysteries.
Em 1995, um programa de TV chamado The Hardy Boys foi produzido e distribuido pela New Line Television, uma divisão da New Line Cinema. O programa foi co-produzido pela companhia canadense Nelvana e foi dublada para a linguagem francesa para exibição em Quebec e França, além dos Estados Unidos. Colin Gray estrelou como Frank Hardy e Paul Popowich interpretou Joe. Os personagens tinham por volta de 20 anos de idade, Frank trabalhava como repórter e Joe ainda cursava a faculdade. O programa teve uma única temporada, com treze episódios.

## Jogos de computador
Os Hardy Boys apareceram em muitos títulos nas séries de Nancy Drew produzidas pela Her Interactive. Em 30 de abril de 2009, Her Interactive anunciou que se associou a Sega para lançarem a série própria dos Hardy Boys. O primeiro jogo da série chama-se Treasure on the Tracks para Nintendo DS.
JoWood Productions e DreamCatcher Games realizaram um jogo de computador chamado The Hardy Boys: The Hidden Theft. Jesse McCartney e Cody Linley fizeram as vozes de Frank e Joe.

## Leitura
- Carpentieri, Tony; Paul Mular (2004). Hardy & Hardy Investigations. [S.l.]: SyneSine Press. ISBN 1891388053

Um guia de várias edições dos livros dos Hardy Boys. Inclui informações dos primeiros livros da Carpentieri, Frank and Joe Turn Blue.